# Ніко Варела
Ніко Варела (ісп. Nico Varela, нар. 19 січня 1991, Монтевідео) — уругвайський футболіст, півзахисник іспанського клубу «Алькантарілья». Відомий за виступами в низці європейських клубів.

## Ігрова кар'єра
Ніко Варела народився 1991 року в місті Монтевідео. Розпочав займатися футболом у школі іспанського клубу «Реал Мурсія». У 2010 році Варела розпочав грати за резервну команду клубу «Реал Мурсія» «Реал Мурсія Імперіал», а з 2011 до 2012 року грав за основну команду клубу.
У 2013 році уругвайський півзахисник перейшов до іншого іспанського клубу «Кадіс», з якого футболіста в 2013 році віддали в оренду до іншого іспанського клубу «УКАМ Мурсія». У 2013 році уругваєць перейшов до іншого іспанського клубу «Альмерія», проте грав у ньому виключно за другу команду.
У 2014 році Ніко Варела став гравцем грецького клубу «Закінтос», у якому грав до 2015 року. З 2015 до 2016 року уругваєць грав у складі болгарського клубу «Ботев» (Пловдив). У 2016 році Варела перейшов до грецького клубу «Лариса», в якому грав до 2017 року.
У 2017 році уругвайський півзахисник перейшов до польського клубу «Вісла» (Плоцьк), у якому грав до 2019 року. З 2019 до 2023 року Варела грав у складі кіпрських клубів «Еносіс», «Неа Саламіна», ПАЕЕК та «АЕЗ Закакіу». У 2023—2024 роках футболіст грав у вірменському клубі «Ноах», з яким став срібним призером чемпіонату Вірменії.
У 2024 році Ніко Варела перейшов до складу нижчолігового іспанського клубу «Плюс Ультра». З 2025 року футболіст грає в нижчоліговому іспанському клубі «Алькантарілья».